# میخالینا اولشانسکا
میخالینا اولشانسکا (لهستانی: Michalina Olszańska؛ زادهٔ ۲۹ ژوئن ۱۹۹۲) بازیگر اهل لهستان است.
از فیلم‌ها یا مجموعه‌های تلویزیونی که وی در آن‌ها نقش داشته‌است، می‌توان به ۱۹۸۳، ورشو ۴۴، جک استرانگ و لیور اشاره نمود.